# Крузенштерн, Павел Павлович
Крузенштерн, Павел Павлович (Отто Пауль фон Крузенштерн, 7 августа 1834 г., Ревель — 8 августа 1871 г., Юрьев) — морской офицер из семьи балтийских немцев, инженер-гидрограф, исследователь Арктики, внук И. Ф. Крузенштерна, сын П. И. Крузенштерна. Предпринял одну из первых успешных Карских экспедиций в 1860 году на шхуне «Ермак».

## Биография

### Ранние годы
Павел Павлович Крузенштерн происходит из семьи русского адмирала И. Ф. Крузенштерна, совершившего первое российское кругосветное плавание, видного представителя остзейского дворянства. Он родился в Ревеле, с детства воспитывался в атмосфере рассказов деда о море, дальних походах. 
В 1842 году вместе с матерью мальчик на 4 года уезжал в Германию, по возвращении в Ревель поступил в Вышгородскую школу.
С детства мальчик был безрассудно-смелым. Однажды он с четырьмя товарищами решил исследовать подземный ход в заброшенных укреплениях Ревеля, наполовину заполненный замёрзшей водой. Освещая путь фонарями, они прошли несколько сот метров, пока двое не провалились в воду. Павел бросился на помощь товарищам и спас их, получив медаль за спасение утопающих.
Следующим отчаянным поступком был вояж на шлюпке из Ревеля в Гельсингфорс на пасхальные каникулы к родителям, занявший 54 часа в море, по которому ветер носил лёд.
В 15 лет он совершил первое полярное плавание в Белом море на отцовской шхуне  «Ермак», исполняя с разрешения капитана обязанности марсового. Он был отличным гребцом, научился управлять оленями в упряжке.
В 16 лет Крузенштерн стал участником дальнего плавания на военном транспорте «Двина» в Петропавловск-на-Камчатке. Оттуда он на попутном судне добрался до Аяна и далее через Сибирь вернулся в Петербург.
П. П. Крузенштерн принимал участие в боевых действиях на Балтике во время Крымской войны, показал себя отличным боевым офицером.

### Первая Карская экспедиция
В 1860 году на шхуне «Ермак» Павел Павлович обследовал Печорское море и пытался через Карские Ворота пройти в Карское. Он исследовал устье Печоры, ставил береговые навигационные знаки, измерял глубины и фарватер. Затем двинулся к проливу Карские Ворота. Это была первая успешная Карская экспедиция П. П. Крузенштерна, которой благоприятствовала погодная обстановка: путь оказался свободен ото льда. «Ермак» достиг мыса Меньшикова на юго-восточной оконечности Новой Земли. Однако недостатки в обеспечении экспедиции заставили Крузенштерна повернуть обратно, в Карское море он не пошёл.
Перед нами открылось Карское море, чистое на этот раз от льда, — писал лейтенант Крузенштерн отцу. — Позднее осеннее время, многие недостатки в снабжении шхуны для зимовки не позволили мне идти дальше, а главная причина моего возвращения была та, что не имел от Вас разрешения на столь рискованное плавание».

### Вторая Карская экспедиция
В 1862 году Павел Иванович Крузенштерн ходатайствовал в Морском министерстве об  организации экспедиции в Карское море, чтобы провести гидрографические исследования и выяснить возможности достижения устья Енисея с целью проложить Северный морской путь для  товарообмена между Сибирью и Европой.
«Сибирские купцы всячески стараются найти возможность сбывать свои продукты и в настоящее время остановились на морском пути. Но этот путь до сих пор считается невозможным по причине запирающих его будто бы льдов. Но решительно можно сказать, что эта молва о недоступности Карского моря основана только на преувеличенных слухах, где никто прежде не бывал, там ничего положительного и не может быть известно, — писал П. И. Крузенштерн . — В проливе Барроу, в северной части Баффинова залива едва ли менее льдов, нежели в Карском море, а туда ходят же постоянно английские суда, находя свою выгоду. Известно только то, что льды Карского моря зависят от ветров, что сплошного льда там нет, и что в августе и сентябре это море большей частью бывает доступно...  Известно, что во всяком деле труден первый шаг. Давно ли говорили, что Печорское устье не доступно для кораблей, а прошлого года были там три корабля, из которых один в 900 тоннов сидел в грузу 20 фут.
Когда путь к Енисею будет проложен парусным судном, то для сибирских купцов это будет ручательством успеха, и они не замедлят устроить с помощью паровых судов правильный сбыт сибирских произведений на европейские рынки, это не одно предположение, потому что мне известно, что в настоящее время купцы эти стараются приговорить иностранцев для такого предприятия».
Помощь была оказана, а начальником экспедиции назначен лейтенант П. П. Крузенштерн.
1 августа 1862 года «Ермак» вышел из деревни Куя на Печоре в направлении пролива Югорский Шар, чтобы пройти в Карское море, куда 30 лет после экспедиции Петра Пахтусова не проникало ни одно судно.
Возле Болванского Носа судно попало в густой туман и вынуждено было в течение трёх дней лавировать между мелями в устье Печоры. Затем «Ермак» укрылся от непогоды за Чёрной лопаткой. 14 августа экспедиция достигла Югорского Шара, где обнаружился довольно плотный лёд, а за проливом открылось Карское море, заполненное ледяными торосами.
Крузенштерн  решил  дождаться рассвета у острова Вайгач. Однако спокойствие оказалось видимым. «Вода стала прибывать, и сделалось весьма сильное течение из океана в Карское море. Оно доходило до четырёх узлов, — писал Павел Павлович, — Лёд начал валить огромными массами через Югорский Шар в Карское море. От первого же напора льда шхуна начала дрейфовать. Минут через десять другая льдина подхватила и понесла её».
Огромная льдина подхватила державшийся за шхуной бот «Эмбрио» и увлекла его за собой. Экипаж шхуны, окружённой льдами, не мог помочь товарищам. С трудом Павел Крузенштерн вывел шхуну из потока льда на середину Югорского Шара, где лёд был не так сплочён, как под берегом Вайгача. 15 августа судно снялось с якоря и направилось к острову Сокольему, ближе к материку, чтобы отыскать удобную и безопасную стоянку. Однако когда шхуна была в четырёх километрах от цели, ветер стих, а льды течением понесли её из Баренцева в Карское море. В это время вахтенные заметили в море парус исчезнувшего бота, получившего пробоину выше ватерлинии, однако благодаря мужеству командира бота унтер-офицера Короткого и четверых его помощников оставшемуся на плаву. Их приняли на борт шхуны.
Крузенштерн приказал поставить все паруса, надеясь вырваться из ледового плена, если шхуна носом раздвинет лёд и пробьётся к чистой воде. Однако вынужден был записать в дневнике: «Наши усилия были бесплодными, не подвинули шхуны ни на один шаг и я опять прикрепился к тому же месту».
Более лёгкий бот «Эмбрио» снова оторвался от шхуны.
21 августа начались подвижки льда, когда капитану казалось, что шхуну раздавит. Однако её только сильно накренило на левый бок. Однако угроза разрушения шхуны не проходила, и Крузенштерн приказал приготовиться к высадке на лёд. «Вместе с массою окружающего льда течение постоянно несло нас к северо-востоку. Уже шпангоуты судна начали сжиматься, так что из 21 фута шхуна сделалась шириной 19 фут. Страшен был стон и треск судна среди окружающей нас тишины в природе», — вспоминал один из участников экспедиции.
Крузенштерн продолжал вести метеорологические и гидрологические наблюдения. 27 августа он определил координаты судна: 65°59' северной широты и 64°30' восточной долготы. Команда хлопотала около корабля, разбивая острые края льдин, которые могли бы при сжатии пропороть деревянный корпус. Капитан опасался, что судно будет раздавлено, и распорядился устроить на соседней льдине продовольственный склад и запасти дрова. Там же разбили и жилую палатку. В ночь на 2 сентября шхуну приподняло на 150 сантиметров и повалило снова на левый борт.
После критической ночи 2 сентября подвижка льдов прекратилась и шхуна осталась на плаву, хотя в трюм залилась вода. Однако резервный лагерь на соседней льдине погиб из-за того, что она раскололась пополам. Это происшествие привело Крузенштерна к выводу, что зимовать на дрейфующей льдине опасно и надо идти к берегу, который, по его расчётам, ещё не так далеко.
Вечером 3 сентября Крузенштерн приказал вынести на лёд инструменты и приборы для научных наблюдений, продовольствие, бочки с водой, дрова, паруса. Наконец выбросили из трюма и железный балласт. Участники экспедиции вспоминали, как ждали, что «масса льда раздавит шхуну: смерть смотрела нам в глаза со всех сторон». Капитал послал двух человек (матроса Молчанова и подштурмана Черноусова) на поиски берега, но, пройдя 20 км, они его не обнаружили.
Со шхуны сняли рангоут и соорудили на льду большую палатку, накрытую в четыре слоя парусами. Одновременно готовили лодку, которую собирались взять с собой в поход к берегу материка. Её дно обили медью, а внутрь погрузили сухари, окорока, карты и журналы. Каждый моряк должен был взять с собой в котомке 35 фунтов сухарей, 2 фунта шоколаду, одну бутылку рома, бельё, ненецкие малицы и пимы и вооружиться багром. На каждого приходилось 28 килограммов, но это было далеко не всё: шхуна была укомплектована более чем годовым запасом провизии.
Крузенштерн созвал совет, в котором участвовали старший штурман Василий (Вильгельм) Матиссен (Матизен), подштурман Черноусов, боцман Панкратов и трое матросов: Молчанов, Попов, Резанов. Взвесив обстоятельства, важнейшими из которых были недостаточный запас дров (только на четыре месяца) и ненадёжность дрейфующего льда, решили двигаться к берегу, а «если обстоятельства позволят, то на оленях приехать к шхуне и вывезти на берег, по возможности, все инструменты и материалы, а также и провиант».
9 сентября экспедиция покинула шхуну, двинувшись на восток по компасу. Лодка и двое санок, на которых везли дрова и часть провианта, сломались. Крузенштерн приказал каждому члену команды взять с собой сухарей на 20 дней, а повару — приготовить сытный обед и выдать людям по стакану рома. В этот день участники экспедиции в последний раз плотно поели. На пути к материку всё чаще попадались полыньи и разводья, через которые приходилось переправляться на льдинах.
Усталость сказывалась всё сильнее, вынуждая многих бросать личные вещи, вплоть до  полушубков, сапог, запасного белья и сухарей. Почти одновременно заболели старший штурман Матиссен и фельдшер Лычев; товарищи взяли их оружие, часть вещей и всеми силами помогали больным. Через тринадцать с половиной часов похода Крузенштерн объявил привал. Заночевали на льду, а на рассвете Крузенштерн с тороса в подзорную трубу увидел утёсы полуострова Ямал. «Вид берега подействовал на всю команду, как электрическая искра, и снова явилась надежда на спасение, — вспоминал Павел Павлович. — Надо было видеть людей, с какою быстротою они взяли на плечи ноши, какими победителями они смотрели и с какою уверенностью шли вперёд, не давая мне времени вступить на своё место». Однако достичь берега удалось не сразу: путь преграждали разводья и полыньи, через которые можно было переправиться только на льдинах. На одной из таких переправ команду атаковали моржи, которые могли перевернуть льдину. Только меткий выстрел капитана в одно из животных заставил моржей отступить. 12 сентября льдину с командой начало относить прочь от берега, на запад. Около 23.00 отломилась часть льдины, на которой было 4 человека, их с трудом спасли. 13 сентября льдина раскололась, при волнении моря брызги ледяной воды обливали людей, которых спасали только малицы. Три дня льдину то относило на запад, всё дальше от Ямала, то опять толкало к берегу. В это время команда перебралась с осколка льдины на более крепкую. «Эти три дня я никогда в жизнь свою не забуду, потому что окруженные опасностью, мы ежеминутно ожидали неминуемой смерти», —  писал старший штурман Василий Матиссен.
Утром 16 сентября льды снова сплотило, берег виднелся в 15-18 километрах, и Крузенштерн решил двигаться к нему пешком. К полудню выбились из сил. После получасового отдыха снова двинулись в путь. В пять часов вечера только один километр отделял уставших людей от суши. «Последняя верста была необыкновенно тяжела для нас. Берег не дался нам без упорного боя, и я не знаю — попали бы мы вообще на него без матроса Попова? Он шёл передовым последнее время, и я любовался его неустрашимостью и находчивостью в преодолении всякого рода препятствий; все остальные довольно равнодушно смотрели на берег, как и на лёд, у каждого из них было одно желание лечь и отдохнуть», — вспоминал Крузенштерн.
К восьми часам вечера 16 сентября все 25 человек экипажа «Ермака» были на материке, промокшие насквозь. В темноте люди не смогли найти дрова, чтобы развести костёр и обсушиться. Это удалось сделать лишь утром, а когда подкрепились и обогрелись, старший штурман в зрительную трубу увидел чумы ненцев Сейч Сэротэтто (Сичь Сирдетто в описании Крузенштерна). Его потомки более ста лет хранили уникальные документы о спасении экспедиции, в том числе свидетельство на пергаменте, подтверждающее, что мичману Павлу Крузенштерну присвоено звание лейтенант флота указом Его Императорского Величества Александра II, видимо, оставленное в подтверждение спасения команды «Ермака». Второй документ является свидетельством о награждении С. Сэротэтто серебряной медалью «За усердие» для ношения в петлице на ленте ордена Святого Станислава и почётным кафтаном из Кабинета Его Императорского Величества. Оленевод получил также портреты Императора Александра II и его жены. В Тобольском музее-заповеднике сохранилась расписка о выдаче самоеду Александру Худи 31 рубля серебром за доставку команды потерпевшей крушение шхуны «Ермак», заверенной личной подписью, казённой и личной гербовой печатями Павла Крузенштерна.
На оленях моряки отправились к Обдорску. Пробыв там 12 дней, двинулись в обратный путь, чуть не погибли в снежной буре при переходе через Урал и лишь в начале 1863 года добрались до базовой деревни Куя. Там они узнали, что бот «Эмбрио» благополучно вернулся из Карского моря. Его командир Иван Короткий две недели ждал в Югорском Шаре возвращения «Ермака». Он обследовал всё близлежащее побережье до речки Кары в поисках команды шхуны. Не обнаружив товарищей, Иван Короткий направился на запад и в середине сентября вернулся в устье Печоры.
Из деревни Куя Крузенштерн на оленях отправился в Архангельск и далее в Петербург. «Путь через Карское море к устьям Оби и Енисея никогда не будет проложен», — доложил он.

### Последние годы короткой жизни
После Карской экспедиции Крузенштерна направили служить на Балтийское море. В 1863 — 1864 годах П. П. Крузенштерн командовал винтовой канонерской лодкой «Хват», ходил в Финских шхерах.
В 1868 году Павел Павлович получил назначение на Аральское море, в Аральскую флотилию, командуя баржей № 3 и пароходом «Арал». Но северная экспедиция проявила себя тяжёлым ревматизмом. Он взял отпуск на лечение, но в это время в Сырдарье затонул пароход «Самарканд». Павел Павлович отменил отъезд и в течение месяца проводил операцию по подъёму парохода, работая по пояс в воде вместе с матросами 17 суток, после чего его здоровье пошатнулось непоправимо.
Крузенштерн выехал на родину, надеясь вылечить повреждённые лёгкие. В университетской клинике Юрьева ему сделали удачную операцию, однако после неё организм Павла Павловича так и не оправился. Крузенштерн-младший умер в 37 лет и был похоронен в родовом поместье в местечке Вяйке-Маарья на семейном участке приходского кладбища при лютеранской церкви.

## Значение экспедиций
Неудача экспедиции П.П.Крузенштерна позволила адмиралу Литке сделать вывод о невозможности судоходства по Карскому маршруту, однако не обескуражила золотопромышленника М. К. Сидорова, употребившего всю свою энергию на устроение судоходства по Оби и Енисею с выходом в северные моря.

## Память
Именем П.П. Крузенштерна в 1901 году назван небольшой архипелаг в Карском море западнее залива Миддендорфа. Это имя дала Русская полярная экспедиция.
В родовом имении Крузенштернов в Килтси (Эстония) работает фонд имени адмирала. Потомки древнего рода встречаются каждые четыре года на территории Германии, Швеции или Эстонии.